# 藤右衛門川
藤右衛門川（とうえもんがわ）は、埼玉県さいたま市および川口市を流れる一級河川。荒川水系芝川の支流である。谷田川、藤右ェ門川と地区によって呼び名が違うことがある。
かつて、ここで獲れたウナギが浦和宿の名物であった。現在でも流域に老舗の鰻屋が多い。

## 地理
浦和駒場スタジアム付近で西側から流れてきた天王川と東側から流れてきた駒場落（どちらも暗渠）が合流し藤右衛門川となって南に流れる。
とくに旧浦和市エリアでは一般に谷田川と呼ばれている。これは谷田村が成立以後に定着した。
戦後家屋が密集した上流部では水害が懸念されていたため、昭和48年度から暗渠化工事、雨水幹線化工事が行われた。暗渠上は天王川遊歩道、藤右衛門川通という緑道・道路として整備された。開渠になるとまず浦和競馬場・浦和記念公園の中を流れ、南東から東へと向きを変え、上谷沼調節池を過ぎ、市街地を流れて川口市安行領根岸で芝川に合流する。途中見沼代用水西縁との伏越がある。
途中、洪水対策の放水路である藤右衛門川放水路を分岐する。東京外環自動車道に沿って東に流れ、芝川に合流している。
埼玉県の川の再生事業により下流部は親水性のある水路として生まれ変わっている。
太田窪など谷田川と呼ばれていた区間には両岸に桜並木が植えられ「谷田の千本桜」と呼ばれていた。上記暗渠化工事により桜は伐採されたが、一部の若木などがNTT浦和東ビル敷地に移植され、説明版が設置されている。また、藤右衛門川通りの一本東側にさくら通りがあり、そこにも移植された桜並木が現存する。

## 支流
- 天王川
- 駒場落
  - 神花排水路（神花川）
- 藤右衛門川放水路
- 新堀川
- 明花落（大谷口排水路）
- 中尾排水路
- 大間木排水路（赤堀排水路）
- 井沼方排水路

## 橋梁
- 柳橋 （馬場先通）
- 大谷場橋
- 上狐橋
- 狐橋 - 埼玉県道34号さいたま草加線、南大通
- JR東日本武蔵野線
- 下狐橋
- 藤右衛門橋（南陸橋通）
- 上谷橋（埼玉県道35号川口上尾線（産業道路））
- 牛田橋（埼玉県道34号さいたま草加線）
- 名称不明
- 松声橋（埼玉県道235号大間木蕨線）
- 論處橋

## 関連施設
- 上谷沼調整池 - 埼玉県川口市大字芝にある調整池。普段は「上谷沼ノ広場」と呼ばれる運動公園として使用されている。